# Rob Delahaije
Rob Delahaije (Houthem, 24 april 1959) is een Nederlands ex-voetballer en tegenwoordig actief als (assistent-)coach.
Tijdens zijn actieve carrière heeft hij als verdediger bij de Mheerder Boys, MVV (1979-1995) en FC Wiltz 71 in Luxemburg (1995-1998) gespeeld.
Delahaije wordt vaak "Mister MVV" genoemd, hoewel sommige supporters deze titel liever aan Willy Brokamp geven.
Hij nam in 2007 tot het eind van het seizoen de taken als hoofdtrainer van MVV over van Ron Elsen, die ook als interim-coach de taken eerder had overgenomen van de ontslagen Jurrie Koolhof. Sinds 2007 was hij ook scout bij MVV.
Sinds januari 2008 was hij hoofdtrainer van het Poolse Odra Opole. Medio april datzelfde jaar vertrok hij echter alweer bij deze club.
Vanaf 29 oktober 2009 tot medio 2010 was Delahaije hoofdtrainer van het Duitse NRW-Liga club Sportfreunde Siegen. Daarna keerde hij terug bij MVV. 
In januari 2014 werd hij trainer van EHC waar hij reeds technisch coördinator was.